# 좌참찬
좌참찬(左參贊)은 조선시대 의정부에 소속된 정2품 관직으로 정원은 1명이다. 

## 내용
좌찬성·우찬성·우참찬과 함께 영의정·좌의정·우의정의 3의정(三議政)을 보좌하면서 국정에 참여하였다. 우참찬(右參贊)과 함께 이공(貳公)이라고도 한다. 1400년(정종 2년) 고려 충렬왕 이래의 도평의사사가 의정부로 개편될 때에 참찬문하부사에서 비롯되었다. 좌참찬의 명칭은 의정부 성립때의 문하시랑찬성사를 계승한 동판의정부사(同判議政府事)가 1414년(태종 14) 좌참찬과 우참찬으로 나누어 개칭되었고, 다시 1415년 1월 좌참찬을 찬성(贊成)으로, 우참찬을 참찬(參贊)으로 개편했다. 
1437년(세종 19년) 10월 의정부의 기능을 강화하면서 참찬 1명을 늘려 좌참찬·우참찬으로 나누어 설치했다. 1895년(고종 32년) 의정부제가 내각제로 개편되면서 폐지되었다.

## 참고 문헌
- 『태조실록』
- 『태종실록』
- 『세종실록』
- 『대전회통』
- 『증보문헌비고』